# Verwaltungsgemeinschaft Altfraunhofen
Die Verwaltungsgemeinschaft Altfraunhofen liegt im niederbayerischen Landkreis Landshut und wird von folgenden Gemeinden gebildet: Altfraunhofen und Baierbach.

## Geschichte
Die Verwaltungsgemeinschaft Altfraunhofen wurde am 1. Mai 1978 gegründet. Ursprünglich gehörte ihr als drittes Mitglied die Gemeinde Vilsheim an, die mit Wirkung ab 1. Januar 2000 entlassen wurde.

## Einwohner
Zum 31. Dezember 2013 betrug die Einwohnerzahl 2.939. Bis zum 31. Dezember 2014 hat sie sich auf 2.992 erhöht, was einem Wachstum von 1,80 Prozent entspricht. Zum 31. Dezember 2015 ist die Einwohnerzahl abermals auf nun 3108 gestiegen.

## Politik
Der rechtliche Rahmen für Verwaltungsgemeinschaften wird durch die Verwaltungsgemeinschaftsordnung für den Freistaat Bayern (Verwaltungsgemeinschaftsordnung – VGemO) gesetzt.
Sitz der Verwaltungsgemeinschaft ist Altfraunhofen. Sie erbringt 301 verschiedene behördliche Leistungen. Den Vorsitz führt Johann Schreff, 1. Bürgermeister aus Altfraunhofen.
| Gemeinde      | Wappen | Fläche km² | Einwohner 31. Dezember 2023 | EW-Dichte EW je km² | Höhe über NHN |
| ------------- | ------ | ---------- | --------------------------- | ------------------- | ------------- |
| Altfraunhofen |        | 24,29      | 2559                        | 105                 | 466           |
| Baierbach     |        | 16,76      | 790                         | 47                  | 418           |